# MLB All-Star Game 2015
Das MLB All-Star Game 2015 war die 86. Auflage des Major League Baseball All-Star Game zwischen den Auswahlteams der American League (AL) und der National League (NL). Es fand am 14. Juli 2015 im Great American Ball Park in Cincinnati, Ohio statt.
Sieger der Begegnung war die American League, die sich dadurch den Heimvorteil bei der World Series 2015, dem Finale der MLB-Saison 2015, sicherte.

## Letzter Roster-Platz
Nach der Bekanntgabe der Roster findet eine zweite Abstimmung statt, um den jeweils letzten verbleibenden Platz im Roster zu vergeben.
Für die American League wurde Mike Moustakas von den Kansas City Royals und für die National League Carlos Martínez von den St. Louis Cardinals nominiert.
| American League | American League | American League | National League | National League | National League |
| Spieler         | Team            | Pos             | Spieler         | Team            | Pos             |
| --------------- | --------------- | --------------- | --------------- | --------------- | --------------- |
| Xander Bogaerts | BOS             | SS              | Johnny Cueto    | CIN             | P               |
| Yoenis Céspedes | DET             | OF              | Jeurys Familia  | NYM             | P               |
| Brian Dozier    | MIN             | 2B              | Clayton Kershaw | LAD             | P               |
| Mike Moustakas  | KC              | 3B              | Carlos Martínez | STL             | P               |
|                 |                 |                 | Troy Tulowitzki | COL             | SS              |

## Aufstellung (Roster)

### American League

#### Starter
| C  | Salvador Pérez  | KC  | 3  |
| 1B | Miguel Cabrera  | DET | 10 |
| 2B | José Altuve     | HOU | 3  |
| 3B | Josh Donaldson  | TOR | 2  |
| SS | Alcides Escobar | KC  | 1  |
| OF | Mike Trout      | LAA | 4  |
| OF | Lorenzo Cain    | KC  | 1  |
| OF | Alex Gordon     | KC  | 3  |
| DH | Nelson Cruz     | SEA | 4  |

#### Ersatzspieler
| Feldspieler | Feldspieler    | Feldspieler | Feldspieler    |
| Position    | Spieler        | Team        | All-Star Games |
| ----------- | -------------- | ----------- | -------------- |
| C           | Russell Martin | TOR         | 4              |
| C           | Stephen Vogt   | OAK         | 1              |
| 1B          | Albert Pujols  | LAA         | 10             |
| 1B          | Mark Teixeira  | NYY         | 3              |
| 2B          | Jason Kipnis   | CLE         | 2              |
| 2B          | Brock Holt     | BOS         | 1              |
| 2B          | Brian Dozier   | MIN         | 1              |
| 3B          | Manny Machado  | BAL         | 2              |
| 3B          | Mike Moustakas | KC          | 1              |
| SS          | José Iglesias  | DET         | 1              |
| OF          | Adam Jones     | BAL         | 5              |
| OF          | José Bautista  | TOR         | 6              |
| OF          | Brett Gardner  | NYY         | 1              |
| OF          | J. D. Martinez | DET         | 1              |
| DH          | Prince Fielder | TEX         | 6              |

| Pitcher         | Pitcher | Pitcher        | Pitcher |
| Spieler         | Team    | All-Star Games |         |
| --------------- | ------- | -------------- | ------- |
| Chris Archer    | TB      | 1              |         |
| Dellin Betances | NYY     | 2              |         |
| Brad Boxberger  | TB      | 1              |         |
| Zach Britton    | BAL     | 1              |         |
| Wade Davis      | KC      | 1              |         |
| Sonny Gray      | OAK     | 1              |         |
| Kelvin Herrera  | KC      | 1              |         |
| Félix Hernández | SEA     | 6              |         |
| Dallas Keuchel  | HOU     | 1              |         |
| Darren O’Day    | BAL     | 1              |         |
| Glen Perkins    | MIN     | 3              |         |
| David Price     | DET     | 5              |         |
| Chris Sale      | CWS     | 4              |         |
| Hector Santiago | LAA     | 1              |         |

### National League

#### Starter
| C  | Buster Posey      | SF  | 3 |
| 1B | Paul Goldschmidt  | ARI | 3 |
| 2B | Dee Gordon        | MIA | 2 |
| 3B | Todd Frazier      | CIN | 2 |
| SS | Jhonny Peralta    | STL | 3 |
| OF | Bryce Harper      | WSH | 3 |
| OF | Matt Holliday     | STL | 7 |
| OF | Giancarlo Stanton | MIA | 3 |

#### Ersatzspieler
| Feldspieler | Feldspieler      | Feldspieler | Feldspieler    |
| Position    | Spieler          | Team        | All-Star Games |
| ----------- | ---------------- | ----------- | -------------- |
| C           | Yasmani Grandal  | LAD         | 1              |
| C           | Yadier Molina    | STL         | 7              |
| 1B          | Adrian Gonzalez  | LAD         | 5              |
| 1B          | Anthony Rizzo    | CHC         | 2              |
| 2B          | Joe Panik        | SF          | 1              |
| 2B          | DJ LeMahieu      | COL         | 1              |
| 3B          | Nolan Arenado    | COL         | 1              |
| 3B          | Kris Bryant      | CHC         | 1              |
| SS          | Brandon Crawford | SF          | 1              |
| SS          | Troy Tulowitzki  | COL         | 5              |
| OF          | Ryan Braun       | MIL         | 6              |
| OF          | Andrew McCutchen | PIT         | 5              |
| OF          | Joc Pederson     | LAD         | 1              |
| OF          | A. J. Pollock    | ARI         | 1              |
| OF          | Justin Upton     | SD          | 3              |

| Pitcher             | Pitcher | Pitcher        | Pitcher |
| Spieler             | Team    | All-Star Games |         |
| ------------------- | ------- | -------------- | ------- |
| Madison Bumgarner   | SF      | 3              |         |
| A. J. Burnett       | PIT     | 1              |         |
| Aroldis Chapman     | CIN     | 4              |         |
| Gerrit Cole         | PIT     | 1              |         |
| Jacob deGrom        | NYM     | 1              |         |
| Zack Greinke        | LAD     | 3              |         |
| Clayton Kershaw     | LAD     | 5              |         |
| Carlos Martínez     | STL     | 1              |         |
| Mark Melancon       | PIT     | 2              |         |
| Shelby Miller       | ATL     | 1              |         |
| Jonathan Papelbon   | PHI     | 6              |         |
| Francisco Rodríguez | MIL     | 6              |         |
| Trevor Rosenthal    | STL     | 1              |         |
| Max Scherzer        | WSH     | 3              |         |
| Michael Wacha       | STL     | 1              |         |

## Spiel

### Startaufstellung
| American League | American League | American League | American League | National League | National League  | National League | National League |
| Order           | Player          | Team            | Position        | Order           | Player           | Team            | Position        |
| --------------- | --------------- | --------------- | --------------- | --------------- | ---------------- | --------------- | --------------- |
| 1               | Mike Trout      | LAA             | CF              | 1               | Andrew McCutchen | PIT             | CF              |
| 2               | Josh Donaldson  | TOR             | 3B              | 2               | Todd Frazier     | CIN             | 3B              |
| 3               | Albert Pujols   | LAA             | 1B              | 3               | Bryce Harper     | WSH             | RF              |
| 4               | Nelson Cruz     | SEA             | DH              | 4               | Paul Goldschmidt | ARI             | 1B              |
| 5               | Lorenzo Cain    | KC              | RF              | 5               | Buster Posey     | SF              | C               |
| 6               | Adam Jones      | BAL             | LF              | 6               | Anthony Rizzo    | CHC             | DH              |
| 7               | Salvador Perez  | KC              | C               | 7               | Jhonny Peralta   | STL             | SS              |
| 8               | José Altuve     | HOU             | 2B              | 8               | Joc Pederson     | LAD             | LF              |
| 9               | Alcides Escobar | KC              | SS              | 9               | DJ LeMahieu      | COL             | 2B              |
|                 | Dallas Keuchel  | HOU             | P               |                 | Zack Greinke     | LAD             | P               |

### Zusammenfassung
| Team            | 1 | 2 | 3 | 4 | 5 | 6 | 7 | 8 | 9 | R | H | E |
| --------------- | - | - | - | - | - | - | - | - | - | - | - | - |
| American League | 1 | 0 | 0 | 0 | 2 | 0 | 2 | 1 | 0 | 6 | 7 | 2 |
| National League | 0 | 1 | 0 | 0 | 0 | 1 | 0 | 0 | 1 | 3 | 6 | 0 |

WP: David Price (1-0)   LP: Clayton Kershaw (0-1)  
- Spieldauer: 3:02
- Zuschauer: 43.656